# دوره تجاری نانبان
دوره تجاری نانبان (به ژاپنی: 南蛮貿易, Nanban bōeki) به معنی دادوستد بربرهای جنوبی، از سال ۱۵۴۳ (فرارسیدن اولین اروپاییها به خشکی‌های ژاپن) تا سال ۱۶۴۱ (اعلام سیاست ساکوکو) را در بر می‌گیرد.

## تاریخچه واژه نان‌بان
نان‌بان یا بربرهای جنوبی، واژه‌ای چینی-ژاپنی است و تشکیل شده‌است دو کانجی «南 نان» به معنای جنوبی و «蛮 بان» به معنای اجنبی که در اصل برای اشاره به مردم جنوب و جنوب شرقی آسیا به کار می‌رفته‌است. این واژه در ژاپن معنای تازه‌ای گرفت و برای توصیف پرتغالی‌ها، که پیش از دیگران از راه رسیدند، و بعد اسپانیایی‌ها به کار رفت.

## روابط تجاری
در سال ۱۵۴۳ یک کشتی پرتغالی که به سمت چین می‌رفت، راه خود را گم کرده و به کرانه‌های ژاپن رسید. پس از این دیدار تصادفی، چیزی نگذشت که کشتی‌های تجاری پرتغال رفت‌وآمد به بندرهای ژاپن را آغاز کردند. با اینکه ژاپنی‌ها بسیار به تهیه کالاهای چینی علاقه‌مند بودند، ولی امپراتور چین به سزای حمله‌هایی که دزدان دریایی ژاپن انجام می‌دادند، مردم ژاپن را از ایجاد رابطه با چین منع کرده بود. از قضا، بار کشتی‌های پرتغالی ابریشم و ظرف‌های سرامیک بود. پرتغالی‌ها از این فرصت استفاده کرده و در این میان نقش واسطه را بازی کردند.

## تجارت بردگان ژاپنی توسط پرتغالی‌ها
پس از اولین تماس پرتغالی‌ها با ژاپن در سال ۱۵۴۳، تجارت برده در مقیاس وسیع توسط آن‌ها انجام می‌شد که در آن پرتغالی‌ها ژاپنی‌ها را به عنوان برده خریداری کرده و آن‌ها را در سراسر قرن شانزدهم و هفدهم در مکان‌های مختلف در خارج از کشور، از جمله پرتغال به فروش می‌رساندند.
در بسیاری از اسناد از تجارت وسیع برده و همچنین تظاهرات علیه بردگی در ژاپن ذکر شده‌است. پرتغالی‌ها تعداد زیادی از دختران برده ژاپنی را خریداری و برای اهداف جنسی به پرتغال می‌فرستادند، پادشاه سباستین (زمان حکمرانی ۱۵۵۷ – ۱۵۷۸) واهمه از آن داشتن که تجارت برده که به‌طور وسیعی در حال رشد بود، اثر منفی بر روی تبلیغ کاتولیک در ژاپن برجا بگذارد، به همین علت در سال ۱۵۷۱ فرمان داد تا تجارت برده توسط پرتغالی‌ها در ژاپن ممنوع شود. اما این دستور نتوانست تجارت برده در ژاپن توسط پرتغالی‌ها را ریشه‌کن کند.
در یک سند در سال ۱۵۹۸ که توسط لوئیس سرکوئیرا از اعضای انجمن عیسی برجا مانده، زنان برده ژاپنی حتی به عنوان رفیقه به خدمه سیاه آفریقایی که همراه با همتایان اروپایی خود در کشتی پرتغالی تجاری در ژاپن خدمت می‌کردند، فروخته می‌شدند.
تویوتومی هیده‌یوشی از اینکه مردم ژاپن در کیوشو به بردگی فروخته می‌شدند به خشم آمده و در ۲۴ ژوئیه ۱۵۸۷ نامه‌ای به مبلغ مسیحی گاسپار کوئلیو از اعضای انجمن عیسی نوشت و خواستار توقف خرید و فروش ژاپنی‌ها به عنوان برده توسط پرتغالی‌ها، سیامی‌ها و کامبوجیان شد وی همچنین بازگرداندن بردگان ژاپنی که پیش از این خریداری شده و به نواحی دورتر از هند فرستاده شده بودند، را خواستار شد. تویوتومی پرتغالی‌ها و یسوعیان را برای این تجارت برده سرزنش کرده و تبلیغ مسیحیت را به عنوان یک نتیجه ممنوع اعلام کرد.
در طی تهاجم هیده‌یوشی به کره (۱۵۹۸–۱۵۹۲) ده‌ها هزار نفر از کره‌ای توسط ژاپن به اسارت گرفته شدند. پرتغالی‌ها همچنین برخی از این بردگان کره‌ای را خریداری کرده و به پرتغال فرستادند.
فیلیپو ساسیتی گردشگر و زبانشناس ایتالیایی نوشته‌است در ۱۵۷۸ برخی از بردگان چینی و ژاپنی را در لیسبون در میان جامعه بزرگ بردگان این شهر دیدم، اگر چه اکثر بردگان سیاه‌پوست بودند.
پرتغالی‌ها ارزش بیشتری برای بردگان آسیایی مانند چینی و ژاپنی نسبت به بردگان کشورهای جنوب صحرای آفریقا قائل بودند و به دلیل باهوشی این گروه بیشتر از بردگان دیگر محبوب پرتغالی‌ها واقع می‌شدند.

## در دوره حکمرانی توکوگاوا ایه‌یاسو

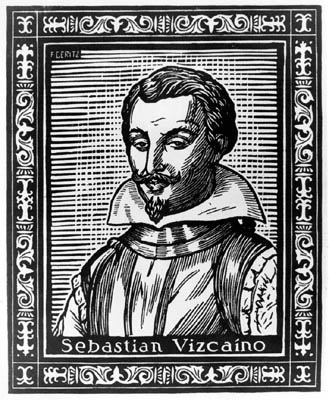
تصویری نقاشی شده از سباستین ویزکینو

توکوگاوا ایه‌یاسو چند ماه پس از درگذشت تویوتومی هیده‌یوشی در ماه دوازدهم از سال ۱۵۹۸ با مبلغ مسیحی اسپانیایی و از اعضای فرقه انجمن عیسی جرونیمو د جیزز که از زمان هیده‌یوشی تجربهٔ واسطه قرار گرفتن در امر تجارت را داشت، دیدار کرد و به منظور گسترش تجارت با اسپانیا پیشنهاد کرد که کشتی‌های اسپانیایی در اوراگا، کاناگاوا پهلو بگیرند و همچنین خواستار اعزام مهندسان و متخصصان کشتی‌سازی به سبک اسپانیایی و معدن‌کاران نقره از طرف اسپانیا به ژاپن شد. در این دوره ژاپن از نظر تکنیک استخراج طلا و نقره از معادن، بسیار از اسپانیا عقب‌تر بود و اسپانیا توانسته بود با روش‌های پیشرفته‌تر نقرهٔ بسیاری از معادن کشورهای تحت استعمار خود مکزیک و پرو به‌دست بیاورد. همچنین کشتی‌های بزرگی که در آن دوره در ژاپن ساخته می‌شود، برخلاف کشتی‌های اسپانیایی، توانایی عبور از اقیانوس آرام را نداشتند. بسیاری از کشتی‌های بزرگ اسپانیا در این دوره در کشور تحت استعمار این کشور، فیلیپین ساخته می‌شد. آیه یاسو برای انجام تجارت بار کشورهای آسیای شرقی به چنین کشتی‌هایی نیازمند بود و همچنین برای پیشرفت برنامه‌های اقتصاد خود نیاز به بهبود استخراج نقره با تکنیک‌های برتر داشت. از طرفی دیگر سیاست‌های اسپانیا تجارت و تبلیغ مسیحیت را در یکدیگر ادغام کرده بود و حاضر به تفکیک این دو از یکدیگر نبود به همین جهت ایه‌یاسو تبلیغ مسیحیت در منطقه شرق ژاپن را پذیرفت. در پاسخ به درخواست ایه‌یاسو عنوان شد که برآوردن دو خواسته ایه‌یاسو در اختیار انجمن عیسی نیست و توافق دولت اسپانیا برای اعزام متخصصین لازم است و مذاکرات در این مورد سال‌ها بدون نتیجه ادامه داشت.
در سال ۱۶۰۰ میلادی کشتی لیفده در ولایت بونگو (استان اوئیتای کنونی) پهلو گرفت و
ویلیام آدامز انگلیسی با این کشتی به ژاپن رسید. ویلیام آدامز در امر کشتی‌سازی به سبک غربی دانش‌آموخته بود و دریانورد با تجربه‌ای بود. وی نه تنها به وضعیت سیاسی غرب، نجوم، هندسه و جغرافیا آگاهی داشت بلکه به زبان اسپانیایی و لاتین نیز وارد بود. در این موقعیت ظهور آدامز برای توکوگاوا ایه‌یاسو بسیار سودمند واقع شد. پس از آن توکوگاوا ایه‌یاسو، ویلیام آدامز را به عنوان مشاور خود در ارتباط با روابط با اروپا انتخاب کرد. آدامز توانست در سال ۱۶۰۷ اولین کشتی بزرگ از نوع گالئون و به نام سان بوئنا ونتورا را با کمک نجاران محلی برای ژاپن بسازد. با اینکه از زمان حکمرانی ایه‌یاسو کشتی‌ها نجاری همه ساله از طرف فیلیپین به ژاپن حمل و نقل می‌کردند در سال ۱۶۰۶ مقامات اسپانیا در فیلیپین به علت فعالیت دزدان دریایی ژاپنی دستور توقف حرکت کشتی‌های تجاری را بطرف ژاپن صادر کرد. دو سال بعد در سال سال ۱۶۰۸ آدامز برای گفتگو با فرماندار کل فیلیپین بنام رودریگو د ویورو، روانه این کشور شد و پس از حل مسائل مربوط به دزدان دریایی ژاپنی توسط ایه‌یاسو، روابط تجاری از سر گرفته شد.
در سال ۱۶۰۹، فرماندار کل فیلیپین، رودریگو د ویورو، با کشتی سان فرانسیسکو در راه بازگشت به کشورش مکزیک (بخشی از اسپانیای نو) بود که این کشتی در نزدیکی سواحل ژاپن دچار سانحه شد. رودریگو ۹ ماه در ژاپن به سر برد و با ایه‌یاسو ملاقات و گفتگو کرد. در این دیدار ایه‌یاسو تمایل خود را به داشتن روابط تجاری با مکزیک و فیلیپین عنوان کرده و امنیت مبلغین مسیحی را تضمین کرد همچنین از رودریگو همکاری دولت اسپانیا را جهت بهره بردن ژاپن از فن استخراج نقره اسپانیا را خواستار شد و از وی خواست که با فیلیپ سوم شاه اسپانیا، اعزام ۵۰ نفر متخصص معدن را مطرح کند. در ازای آن رودریگو آزادی و امنیت برای فعالیت‌های کشیش‌های کاتولیک و ساخت کلیساهای جدید و همچنین اخراج هلندی‌ها را از ژاپن درخواست کرد.
پس از رسیدن رودریگو به مکزیک از طرف امپراتوری اسپانیا یک کاوشگر معروف بنام سباستین ویزکینو به ژاپن فرستاده شد. در ماه هفتم از سال ۱۶۱۱ ویزکینو با شوگون بازنشسته ایه‌یاسو ملاقات کرده و از وی اجازه گرفت تا در حین جستجوی برای پیدا کردن دو جزیره افسانه‌ای سرشار از طلا و نقره به نام «ریکو د اورو» و «ریکو د پلاتا» از سواحل ژاپن نیز نقشه‌برداری کند. آیه یاسو که از قبل برای مطرح شدن این درخواست آمادگی داشت، خواسته او را پذیرفت. سپس ویزکینو به دلیل بازشدن دفتر تجاری کمپانی هند شرقی هلند در ژاپن ایه‌یاسو را مورد انتقاد قرار داده و اخراج هلندی‌ها را از ژاپن خواستار شد اما ایه‌یاسو به این درخواست جواب منفی داد و به او پاسخ داد که روابط با کشورهای دیگر امری مربوط به کشور ژاپن است و ارتباطی به اسپانیا ندارد. ویزکینو در پاسخ به او گفت «اسپانیا پرقدرت‌ترین کشور جهان است و برای ژاپن بهتر است از اسپانیا تبعیت کند.» همچنین افزود «رابطه تجاری با ژاپن برای اسپانیا اهمیتی ندارد آنچه برای اسپانیا مهم است اینست که ژاپنی‌های پیرو ادیان باطل (دیگر) را از آتش جاودان جهنم نجات بخشد و تنها راه نجات مردم پیرو ادیان دیگر، آموزش دین مقدس کاتولیک است.» این گفتگو خشم ایه‌یاسو را برانگیخت همچنین ایه‌یاسو بر اساس گفتگوهایی که با فرماندار کل فیلیپین رودریگو انجام داده بود، در انتظار ورود ۵۰ نفر معدن‌کار بود، درحالی‌که ویزکینو حتی یک معدن‌کار را نیز همراه خود به ژاپن نیاورده بود. پس از روانه شدن ویزکینو برای نقشه‌برداری از سواحل ژاپن ایه‌یاسو از ویلیام آدامز خواست تا نظرش را در مورد گفته‌های ویزکینو اعلام کند. ویلیام آدامز گفت «سیاست اسپانیا بر این منوال است که ابتدا مبلغان انجمن عیسی و غیره را به منطقه‌ای که قصد استعمار آن را دارد اعزام می‌کند و تا جایی که امکان دارد مردم آن منطقه را به دین کاتولیک درآورده، هنگامی که کاتولیک در منطقه به حد کافی گسترش پیدا کرد ارتش امپراتوری اسپانیا به محل فرستاده شده و با کمک نوکیشان مسیحی، منطقه به استعمار اسپانیا در می‌آید.» همان‌طور او بیان کرد که «اگر دولت انگلستان به‌جای ایه‌یاسو بود اجازه نقشه‌برداری از سواحل خود را به اسپانیا نمی‌داد زیرا این امر شناسایی محل مناسب را برای حمله اسپانیا هموار خواهد کرد.»
پس از این ایه‌یاسو دیگر حاضر به دیدار ویزکینو نشد و به‌طور کلی سیاست خود را در قبال مسیحیان ژاپن تغییر داد. تا در نهایت در پی حادثه اوکاموتو دایهاچی مسیحیت را در مناطق تحت کنترل مستقیم خود و چند ماه بعد در ژانویه سال ۱۶۱۳ در تمام کشور ممنوع اعلام کرد.

## زوال دادوستد نانبان
پس از مرگ ایه‌یاسو ژاپن به نحو فزاینده‌ای مرزهای خود را به روی تجار خارجی بست. هراس از گسترش مسیحیت نقش عمده‌ای در شکل‌گیری این تصمیم داشت.

## گاهشماری رویدادها
- ۱۵۴۳ – دریانوردان پرتغالی (احتمالاً در میان آن‌ها فردیناند مندس پینتو) به تانه‌گاشیما وارد شد و تفنگ شمخال را با خود به همراه آوردند.
- ۱۵۴۹ – فرانسیسکو زاویر به کاگوشیما وارد شد.
- ۱۵۵۷ – استقرار ماکائوی پرتغال توسط پرتغال. اعزام کشتی‌های تجاری به ژاپن.
- ۱۵۶۵ – نبرد خلیج فوکودا، ثبت نخستین برخورد نیروی دریایی بین اروپایی‌ها و ژاپنی‌ها
- ۱۵۷۰ – اشغال بخش‌هایی از تایوان توسط دزدان دریایی ژاپنی،
- ۱۵۷۱ – کمک پرتغالی به دایمیو اومورا سومی‌تادا جهت ایجاد بندر ناگاساکی.
- ۱۵۷۵ – نبرد ناگاشینو، که در آن برای اولین بار سلاح گرم به‌طور گسترده استفاده شد.
- ۱۵۷۷ – اولین کشتی ژاپنی به کوچین چین، جنوب ویتنام مسافرت کرد.
- ۱۵۷۹ – ورود الساندرو والیگنانو از اعضای انجمن عیسی به ژاپن
- ۱۵۸۰ – واگذار کردن ناگاساکی توسط اومورا سومی‌تادا به انجمن عیسی
- ۱۵۸۰ – فرار فرانسیسکنها از ژاپن به ویتنام
- ۱۵۸۴ – ورود گروه اعزامی تنشو به لیسبون
- ۱۵۸۸ – تویوتومی هیده‌یوشی دزدی دریایی را ممنوع کرد.
- ۱۵۹۲ – هجوم ژاپن به کره (کشور) در تهاجم هیده‌یوشی به کره (۱۵۹۸–۱۵۹۲) با ارتش ۱۶۰٫۰۰۰ نفره.

- اولین اشاره شناخته شده به شوئین سن یا کشتی دارای مجوز تجاری.
- ۱۵۹۷ – واقعه ۲۶ شهید ژاپن (اکثراً از فرقه فرانسیسکنها) در ناگاساکی.
- ۱۵۹۸ – مرگ تویوتومی هیده‌یوشی.
- ۱۶۰۰ – ورود ویلیام آدامز با کشتی لیفده به ژاپن.

- متحد کردن ژاپن توسط توکوگاوا ایه‌یاسو تحت نبرد سکیگاهارا.
- ۱۶۰۲ – حمله کشتی‌های جنگی جمهوری هلند به کشتی پرتغالی سانتا کاترینا (کشتی) در نزدیک ملاکای امپراتوری پرتغال.
- ۱۶۰۳ – استقرار ادو به عنوان مقر دولت شوگون‌سالاری توکوگاوا.

- استقرار دفتر تجاری انگلیسی در بانتن در جاوه.
- نیپو جیشو فرهنگ لغت ژاپنی به پرتغالی توسط یسوعیان در ناگاساکی منتشر شد، این فرهنگ حاوی ۳۲٬۲۹۳ کلمه ژاپنی به پرتغالی است.
- ۱۶۰۵ – دو نفر از همراهان ویلیام آدامز در کشتی لیفده توسط توکوگاوا ایه‌یاسو جهت دعوت از تجار هلندی به ژاپن به استان پاتانی در تایلند ارسال شدند.
- ۱۶۰۹ – هلند یک کارخانه (منطقه بازرگانی) در هیرادو، ناگاساکی تأسیس کرد.
- ۱۶۱۰ – ۳–۶ ژانویه، حادثه کشتی مادر زئوس نزدیک ناگاساکی، منجر به یک وقفه ۲ ساله در تجارت با پرتغال شد.

- رودریگو د ویورو فرماندار کل فیلیپین پس از چند ماه اقامت در ژاپن با کشتی سان بوئنا ونتورا که توسط ویلیام آدامز ساخته شده بود به مکزیک برگشت.
- ۱۶۱۱ – ۲۷ اوت، کاوشگر اسپانیایی سباستین ویزکینو با توکوگاوا ایه‌یاسو دیدار و گفتگو کرد.
- ۱۶۱۲ – یامادا ناگاماسا در پادشاهی آیوتایا، تایلند مستقر شد.

- در ۲۱ آوریل، در پی حادثه اوکاموتو دایهاچی و در روز اعدام اوکاموتو دایهاچی مسیحیت در مناطق تحت کنترل مستقیم شوگونسالاری توکوگاوا ممنوع اعلام شد.
- ۱۶۱۳ – ۲۸ ژانویه، مسیحیت در تمامی ژاپن ممنوع اعلام شد.

- انگلستان یک کارخانه (منطقه بازرگانی) در هیرادو، ناگاساکی تأسیس کرد.
- کاوشگر اسپانیایی سباستین ویزکینو و هاسه‌کورا تسونه‌ناگا با کشتی سان خوان باتیستا همراه با گروه اعزامی کیچو برای انجام کار دیپلماسی به قاره آمریکا و اروپا عازم شدند. در سال ۱۶۲۰ هاسه‌کورا تسونه‌ناگا به ژاپن بازگشت.
- ۱۶۱۴ – اخراج انجمن عیسی (یسوعیان) از ژاپن در پی ممنوعیت مسیحیت.
- ۱۶۱۵ – یسوعیان ژاپنی تبلیغ دینی در ویتنام را آغاز کردند.
- ۱۶۱۶ – مرگ توکوگاوا ایه‌یاسو.
- ۱۶۲۲ – اعدام جمعی از مسیحیان.

- مرگ هاسه‌کورا تسونه‌ناگا.
- ۱۶۲۳ – انگلستان دفتر تجاری خود را در هیرادو، ناگاساکی، به دلیل عدم سودآوری تعطیل کرد.

- ورود یامادا ناگاماسا از تایلند به ژاپن، همراه با سفیر پادشاه سیامی سونگتام. او در سال ۱۶۲۶ به تایلند بازگشت.
- ممنوعیت تجارت با اسپانیایی‌ها در فیلیپین.
- ۱۶۲۴ – قطع روابط دیپلماتیک با اسپانیا.

- یسوعیان ژاپنی تبلیغ دینی در سیام را آغاز کردند.
- ۱۶۲۸ –انهدام کشتی متعلق به تاکاگی ساکوئمون (高木作右衛門) که کشتی دارای مجوز تجاری بود، در پرا ناخون سی آیوتایا، در سیام، توسط ناوگان اسپانیایی. تجارت با پرتغال در ژاپن به مدت ۳ سال به عنوان یک اقدام تلافی جویانه ممنوع شد.
- ۱۶۳۲ – مرگ دومین شوگون، توکوگاوا هیده‌تادا.
- ۱۶۳۴ – به دستور شوگون سوم توکوگاوا ایه‌میتسو، یک جزیره مصنوعی بنام دجیما جهت زندگی تجار پرتغالی در ناگاساکی ساخته شد.
- ۱۶۳۷ – شورش شیمابارا توسط دهقانان و مسیحیان.
- ۱۶۳۸ – ممنوعیت قطعی تجارت با پرتغال به عنوان نتیجه شورش شیمابارا و سرزنش توطئه کاتولیک‌ها.
- ۱۶۴۱ – کارخانه تجارت هلندی از هیرادو، ناگاساکی به جزیره دجیما نقل مکان کرد.

|                                          |                                              |
| کشتی باری پرتغالی در ناگازاکی، قرن هفدهم | گروهی از نان‌بانهای پرتغالی، قرن هفدهم، ژاپن. |